# Helmut Krause (Ruderer)
Helmut Krause (* 5. Mai 1954 in Berlin) ist ein ehemaliger deutscher Ruderer.

## Biografie
Helmut Krause gewann beim Deutschen Meisterschaftsrudern 1974 Bronze mit dem Doppelvierer des Berliner Ruder-Club. Ein Jahr später wurde er Deutscher Meister im Einer. Bei den Olympischen Sommerspielen 1976 in Montreal belegte er mit Helmut Wolber, Norbert Kothe und Michael Gentsch in der Regatta mit dem Doppelvierer den 4. Platz. 1977 konnte Krause seinen zweiten deutschen Meistertitel gewinnen. Dieses Mal im Doppelzweier zusammen mit Michael Gentsch. Ein Jahr später gewann das Duo zusammen mit Ralf Thienel und Bernd Fleischmann Silber im Doppelvierer und 1979 folgte für Krause erneut Silber im Einer.